# Thazin Phue May
Thazin Phue May (ur. 10 kwietnia 1997) – birmańska zapaśniczka w stylu wolnym.
Złota medalistka igrzysk Azji Południowo-Wschodniej w 2013 roku.